# Carl David Uppström
Carl David Theodor Uppström (i riksdagen kallad Uppström i Härnösand), född 5 augusti 1846 i Uppsala, död 9 februari 1912 i Härnösand, var en svensk jurist och politiker. Han var son till Anders Uppström.
Uppström blev student vid Uppsala universitet 1865 och avlade juris kandidatexamen 1870. Han blev vice häradshövding 1872 och adjungerad ledamot i Svea hovrätt 1881.  Uppström var häradshövding i Ångermanlands södra domsaga från 1882. Han var även ledamot av riksdagens första kammare 1902–1911 för Västernorrlands län. Uppström var bland annat suppleant i lagutskottet 1904. Han var också kommunalman. Uppström blev riddare av Nordstjärneorden 1892 och kommendör av andra klassen av samma orden 1911. Han vilar på Uppsala gamla kyrkogård.